# Bistum Lezha

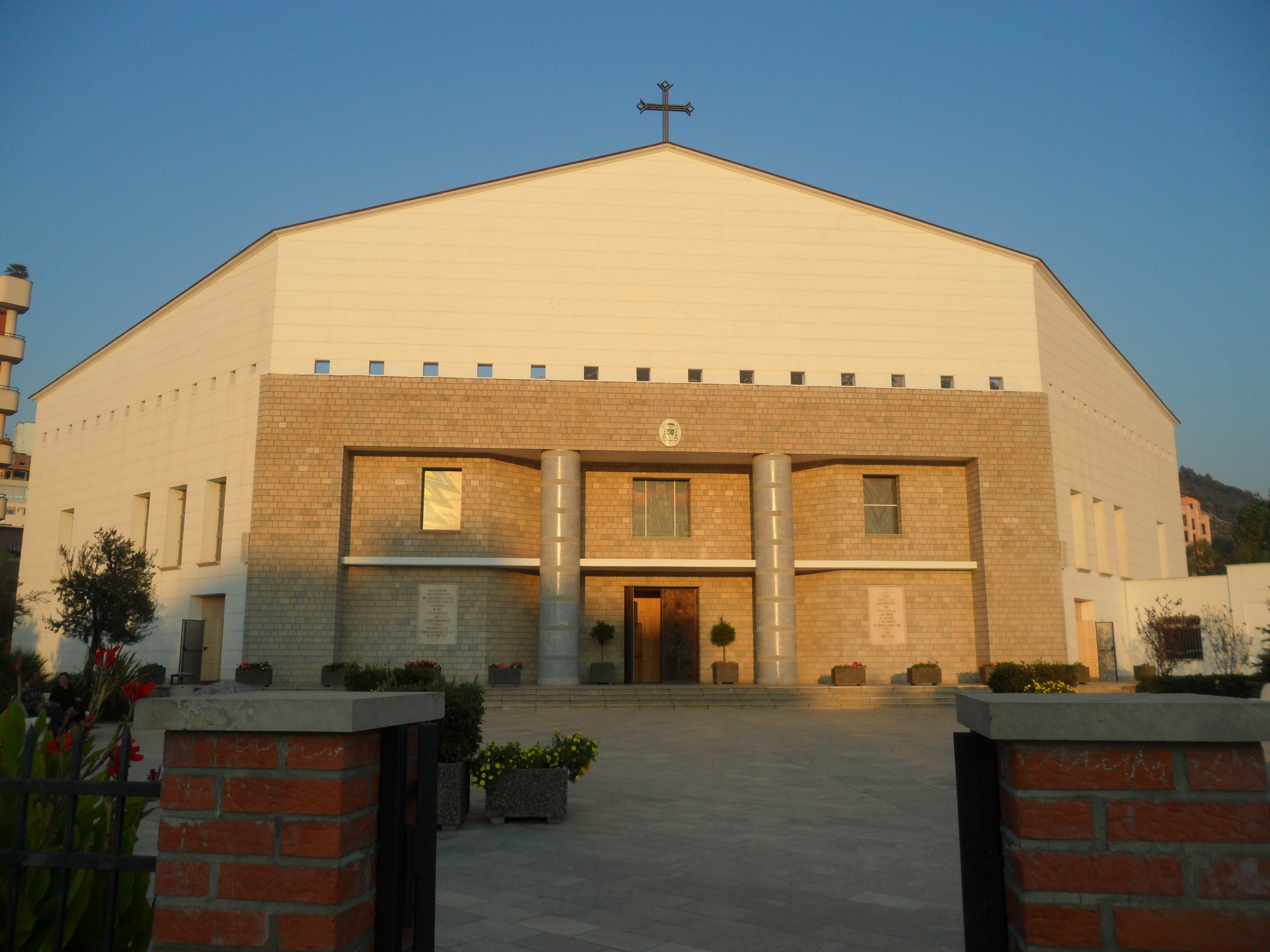
Kathedrale St. Nikolaus in Lezha

Das Bistum Lezha (lat.: Dioecesis Alexiensis) ist eine in Albanien gelegene katholische Diözese. Das Gebiet des Bistums umfasst die küstennahen Landstriche nördlich und südlich der Bischofsstadt Lezha.

## Geschichte
Für die Zeit der Spätantike ist nur ein Bischof von Lissus belegt. 592 bekam ein gewisser Johannes ein Bistum in Italien verliehen, nachdem sein Bischofssitz Lissus von den Barbaren (vermutlich die Slawen) überrannt worden war. Wahrscheinlich ist das Bistum in dieser Zeit untergegangen und wurde erst Jahrhunderte später wiedererrichtet.
Die nächste Erwähnung eines Bischofs von Lezha fällt ins 14. Jahrhundert. Spätestens seit dieser Zeit war Lezha ein Suffraganbistum des Erzbistums Shkodra-Pult. In der zweiten Hälfte des 15. Jahrhunderts wurde das Gebiet der Diözese von den Osmanen erobert; der Bischofssitz Lezha kam endgültig 1506 aus dem Besitz der Venezianer unter die Herrschaft der Türken. Die folgenden beiden Jahrhunderte waren eine Periode des Niedergangs für das Christentum; die Mehrheit der Bevölkerung nahm den Islam an. Der Bischofsstuhl von Lezha wurde bis zur Mitte des 17. Jahrhunderts zumeist mit Fremden besetzt und die Bischöfe lebten überwiegend im italienischen Exil. Seit Anfang des 18. Jahrhunderts bemühte sich die päpstliche Propaganda Fide verstärkt darum, die verbliebenen albanischen Katholiken zu unterstützen und die kirchlichen Strukturen im Land zu reorganisieren. Antonio Criesesi (alb. Kryezezi), ein am römischen Kolleg der Propaganda-Kongregation ausgebildeter Franziskanerpater wurde 1750 Bischof von Lezha. Er lieferte drei Jahre später einen umfangreichen Bericht über die Zustände in seiner Diözese.
1888 gliederte Papst Leo XIII. das Alexanderkloster in Orosh mit fünf Pfarreien aus dem Bistum Lezha aus und erhob es zur Territorialabtei. Bis 1894 wurden auch die übrigen sieben Pfarreien der Mirdita von Lezha an Orosh abgetreten.
Der Franziskaner Frano Gjini wurde Anfang 1946 Bischof von Lezha, nachdem kurz zuvor die Kommunisten die Macht in Albanien übernommen hatten. Gleichzeitig Delegat des Hl. Stuhls gehörte er zu den kirchlichen Würdenträgern Albaniens, die der ersten Verfolgungswelle des kommunistischen Regimes zum Opfer fielen. Er wurde wegen angeblicher Konspiration mit ausländischen Mächten verhaftet, in einem Schauprozess verurteilt und im März 1948 erschossen. Danach blieb der Bischofssitz von Lezha über 50 Jahre vakant. 1967 wurden alle noch verbliebenen Kirchen der Diözese von den kommunistischen Behörden geschlossen, zerstört oder fortan für profane Zwecke genutzt.
Nach der Wiederzulassung der Religionen in Albanien im Jahre 1990 hat Papst Johannes Paul II. das Bistum wiedererrichtet und im Jahr 2000  Pater Ottavio Vitale RCJ zum Apostolischen Administrator ernannt. Dieser wurde dann am 23. November 2005 von Papst Benedikt XVI. zum Bischof von Lezha erhoben.